# 6227 Alanrubin
6227 Alanrubin eller 1981 EQ42 är en asteroid i huvudbältet som upptäcktes den 2 mars 1981 av den amerikanska astronomen Schelte J. Bus vid Siding Spring-observatoriet. Den är uppkallad efter amerikanen Alan Rubin.
Asteroiden har en diameter på ungefär 11 kilometer och den tillhör asteroidgruppen Themis.